# اصطکاک دینامیکی
در اخترفیزیک، اصطکاک دینامیکی یا اصطکاک چاندراسخار، که گاهی به آن کشش گرانشی می‌گویند، از دست دادن تکانه و انرژی جنبشی اجسام متحرک از طریق برهمکنش‌های گرانشی با مواد اطراف در فضا است. اولین بار در سال ۱۹۴۳ توسط سوبرامانیان چاندراسخار به تفصیل مورد بحث قرار گرفت.

## حساب بصری
با اندیشیدن به یک جسم عظیم که در میان ابری از اجسام سبک‌تر حرکت می‌کند، می‌توان شهودی برای این اثر به دست آورد. اثر گرانش باعث می‌شود اجسام نوری شتاب بگیرند و تکانه و انرژی جنبشی به دست آورند (به اثر تیرکمان بچه گانه مراجعه کنید). با حفظ انرژی و تکانه، ممکن است به این نتیجه برسیم که بدن سنگین‌تر مقداری برای جبران کند می‌شود. از آنجایی که حرکت و انرژی جنبشی برای بدن مورد بررسی از دست می‌رود، این اثر را اصطکاک دینامیکی می‌نامند.
روش معادل دیگری برای تفکر در مورد این فرایند این است که وقتی یک جسم بزرگ در میان ابری از اجسام کوچکتر حرکت می‌کند، اثر گرانشی جسم بزرگتر اجسام کوچکتر را به سمت خود می‌کشد. سپس تجمعی از اجسام کوچکتر در پشت جسم بزرگتر وجود دارد (پیدای گرانشی)، زیرا قبلاً از موقعیت قبلی خود عبور کرده‌است. این تمرکز اجسام کوچک در پشت جسم بزرگتر، یک نیروی گرانشی جمعی بر جسم بزرگ وارد می‌کند و سرعت آن را کاهش می‌دهد.
البته، این مکانیسم برای همه توده‌های اجسام متقابل و برای هر سرعت نسبی بین آنها یکسان عمل می‌کند. با این حال، در حالی که محتمل‌ترین نتیجه برای حرکت یک جسم در میان ابر، از دست دادن تکانه و انرژی است، همان‌طور که در بالا توضیح داده شد، در حالت کلی ممکن است از دست دادن یا افزایش باشد. هنگامی که بدن مورد بررسی در حال افزایش حرکت و انرژی است، همان مکانیسم فیزیکی را اثر تیرکمانکمان یا کمک گرانشی می‌نامند. این تکنیک گاهی اوقات توسط کاوشگرهای بین سیاره ای برای به دست آوردن افزایش سرعت با عبور از نزدیکی یک سیاره استفاده می‌شود.

## فرمول اصطکاک دینامیکی چاندراسخار
فرمول کامل اصطکاک دینامیکی چاندراسخار برای تغییر سرعت جسم شامل ادغام در چگالی فضای فاز میدان ماده است و به دور از شفافیت است. فرمول اصطکاک دینامیکی چاندراسخار به عنوان خوانده شده‌است
{\displaystyle {\frac {d\mathbf {v} _{M}}{dt}}=-16\pi ^{2}(\ln \Lambda )G^{2}m(M+m){\frac {1}{v_{M}^{3}}}\int _{0}^{v_{M}}v^{2}f(v)dv\mathbf {v} _{M}}
- {\displaystyle G} ثابت گرانشی است
- {\displaystyle M} توده مورد نظر است
- {\displaystyle m} جرم هر ستاره در توزیع ستاره است
- {\displaystyle {v_{M}}} سرعت جسم مورد نظر در چارچوبی است که مرکز ثقل میدان ماده در ابتدا در حالت سکون است.
- {\displaystyle {\mbox{ln}}(\Lambda )} "لگاریتم کولن" است
- {\displaystyle f(v)}توزیع چگالی عددی ستارگان است

نتیجه معادله شتاب گرانشی است که بر روی جسم مورد نظر توسط ستارگان یا اجرام سماوی ایجاد می‌شود، زیرا شتاب نسبت سرعت و زمان است.

### توزیع ماکسول
یک مورد خاص که معمولاً مورد استفاده قرار می‌گیرد، جایی است که چگالی یکنواخت در میدان ماده وجود دارد، با ذرات ماده به‌طور قابل توجهی سبک‌تر از ذره اصلی مورد بررسی، به عنوان مثال، {\displaystyle M\gg m} و با توزیع ماکسولی برای سرعت ذرات ماده یعنی
که در آن N تعداد کل ستاره‌ها و سیگما پراکندگی است. در این حالت، فرمول اصطکاک دینامیکی به شرح زیر است:
{\displaystyle f(v)={\frac {N}{(2\pi \sigma ^{2})^{3/2}}}e^{-{\frac {v^{2}}{2\sigma ^{2}}}}}که در آن N تعداد کل ستاره‌ها و سیگما پراکندگی است. در این حالت، فرمول اصطکاک دینامیکی به شرح زیر است:
{\displaystyle {\frac {d\mathbf {v} _{M}}{dt}}=-{\frac {4\pi \ln(\Lambda )G^{2}\rho M}{v_{M}^{3}}}\left[\mathrm {erf} (X)-{\frac {2X}{\sqrt {\pi }}}e^{-X^{2}}\right]\mathbf {v} _{M}}
{\displaystyle X=v_{M}/({\sqrt {2}}\sigma )} نسبت سرعت جسم مورد بررسی به سرعت مودال توزیع ماکسول است.
- {\displaystyle \mathrm {erf} (X)} تابع خطا است.
- {\displaystyle \rho =mN} چگالی میدان ماده است.

به‌طور کلی، یک معادله ساده شده برای نیروی حاصل از اصطکاک دینامیکی شکل دارد
{\displaystyle F_{\text{dyn}}\approx C{\frac {G^{2}M^{2}\rho }{v_{M}^{2}}}}
که در آن ضریب عددی بدون بعد {\displaystyle C} بستگی به نحوه {\displaystyle v_{M}} با سرعت پراکندگی مواد اطراف مقایسه می‌شود.اما توجه داشته باشید که این عبارت ساده شده در زمانی که {\displaystyle v_{M}\to 0} ; بنابراین هنگام استفاده از آن باید احتیاط کرد.

## چگالی محیط اطراف
هر چه چگالی محیط اطراف بیشتر باشد، نیروی اصطکاک دینامیکی قوی تر است. به همین ترتیب، نیرو با مجذور جرم جسم متناسب است. یکی از این اصطلاحات مربوط به نیروی گرانش بین جسم و بیدار است. اصطلاح دوم به این دلیل است که هر چه جسم جرم بیشتری داشته باشد، ماده بیشتری به دنبال آن کشیده می‌شود. نیرو نیز با مجذور معکوس سرعت متناسب است. این بدان معنی است که نرخ کسری از دست دادن انرژی به سرعت در سرعت‌های بالا کاهش می‌یابد؛ بنابراین، اصطکاک دینامیکی برای اجسامی که به صورت نسبیتی حرکت می‌کنند، مانند فوتون‌ها، بی‌اهمیت است. این را می‌توان با درک اینکه هر چه جسم سریعتر در رسانه حرکت کند، زمان کمتری برای ایجاد یک بیداری در پشت آن وجود دارد، توجیه کرد.

## کاربردها
اصطکاک دینامیکی به ویژه در شکل‌گیری منظومه‌های سیاره ای و برهم کنش بین کهکشان‌ها اهمیت دارد.

### سیارات اولیه
در طول شکل‌گیری سیستم‌های سیاره‌ای، اصطکاک دینامیکی بین پیش سیاره و قرص پیش سیاره‌ای باعث می‌شود انرژی از پیش سیاره به دیسک منتقل شود. این منجر به مهاجرت به داخل پیش سیاره می‌شود.

### کهکشان‌ها
هنگامی که کهکشان‌ها از طریق برخورد با یکدیگر تعامل می‌کنند، اصطکاک دینامیکی بین ستاره‌ها باعث می‌شود که ماده به سمت مرکز کهکشان فرو برود و مدار ستاره‌ها تصادفی شود. این فرایند آرام سازی خشونت‌آمیز نامیده می‌شود و می‌تواند دو کهکشان مارپیچی را به یک کهکشان بیضوی بزرگتر تبدیل کند.

### خوشه‌های کهکشان
اثر اصطکاک دینامیکی توضیح می‌دهد که چرا درخشان‌ترین (پرجرم‌ترین) کهکشان نزدیک مرکز یک خوشه کهکشانی پیدا می‌شود. اثر برخورد دو جسم سرعت کهکشان را کاهش می‌دهد و هر چه جرم کهکشان بزرگتر باشد، اثر درگ بیشتر می‌شود. هنگامی که کهکشان انرژی جنبشی خود را از دست می‌دهد، به سمت مرکز خوشه حرکت می‌کند. با این حال، پراکندگی سرعت مشاهده شده کهکشان‌ها در یک خوشه کهکشانی به جرم کهکشان‌ها بستگی ندارد. توضیح این است که یک خوشه کهکشانی با آرامش شدید شل می‌شود، که پراکندگی سرعت را به مقداری مستقل از جرم کهکشان تنظیم می‌کند.

### خوشه‌های ستاره ای
اثر اصطکاک دینامیکی توضیح می‌دهد که چرا پرجرم‌ترین ستاره‌های SCها در نزدیکی مرکز خوشه ستاره‌ای یافت می‌شوند. این غلظت ستارگان پرجرم تر در هسته خوشه تمایل به برخورد بین ستاره‌ها دارد، که ممکن است مکانیسم برخورد فرار را برای تشکیل سیاهچاله‌های با جرم متوسط ایجاد کند.

### فوتون‌ها
فریتز زویکی در سال ۱۹۲۹ پیشنهاد کرد که می‌توان از اثر کشش گرانشی روی فوتون‌ها برای توضیح انتقال به سرخ کیهانی به عنوان شکلی از نور خسته استفاده کرد. با این حال، تجزیه و تحلیل او دارای یک خطای ریاضی بود، و تقریب او به بزرگی اثر در واقع باید صفر می‌شد، همان‌طور که در همان سال توسط آرتور استانلی ادینگتون اشاره شد. زویکی بی درنگ تصحیح را تصدیق کرد، اگرچه او همچنان امیدوار بود که درمان کامل بتواند اثر را نشان دهد.
اکنون مشخص شده‌است که اثر اصطکاک دینامیکی روی فوتون‌ها یا سایر ذرات که با سرعت‌های نسبیتی حرکت می‌کنند ناچیز است، زیرا بزرگی پسا با مجذور سرعت نسبت معکوس دارد. انتقال به سرخ کیهانی معمولاً نتیجه انبساط متریک فضا است.